# 百式衝鋒槍
百式衝鋒槍（日语：一〇〇式機関短銃／百式機関短銃）為日本陸軍在第二次世界大戰中唯一量產的衝鋒槍，日军中的制式名稱是「機関短銃」，有時被誤寫成「短機関銃」。

## 日本的衝鋒槍開發歷史
日軍在日俄戰爭遭到俄軍自動武器的损失之後對於自動武器的引進十分迅速，除了引進法国的輕重機槍之外國內也開始嘗試自製。但日本對衝鋒槍的研究直到昭和三年（1928年）後開始進行，軍方先後引進了MP18衝鋒槍系列（主要是瑞士工業製造的1920年型MP18）以及湯普森衝鋒槍進行研究，並將衝鋒槍的研發交由各民間以及軍方兵工廠進行。
同時期日本海軍陸戰隊以及傘兵部隊裝備了一定數量的1920年型MP-18衝鋒槍作為輕型自動武器支援並裝上刺刀座，雖然有設計良好的樣品可供參考，但開發卻陷入停滯。主要原因是子彈規格的爭論，當時日本在.25 ACP、8公厘南部子彈、.32 ACP三款子彈的選擇上一直無法決定。昭和5年（1930年），日本陸軍將研發衝鋒槍的工作全交由南部麒次郎所建立的南部槍械製造所進行（後與數家工廠合併改組為中央工業），並決定子彈規格使用與十四年式手槍相同的8公厘南部子彈。同年第一款測試槍推出，在改正毛病后第二款样品推出，但是由于918事變的戰費問題開發陷入停滯；一二八事變爆發後日本軍費迅速擴張，日本軍需工業獲得足夠的資金進行各式武器的測試以及量產，衝鋒槍也不例外；南部槍械製造所在1934年研發了2款樣槍並進行相關測試，1935年南部式試製機關短槍完成，並且再次輸入德製衝鋒槍（應為MP18槍系的MP34與福爾馬衝鋒槍）進行對比測試。
與國外不同，衝鋒槍的測試是由日本陸軍騎兵學校負責。步兵單位從開發時就對這裝備缺乏興致，反倒是當時的師屬騎兵團因為機械化後改制為搜索團，除了傳統的偵查外還負擔快速偵察與火力掃蕩的任務，原先騎兵的主武裝四四式騎槍顯得火力不足，因此需要更具火力發揚性的單兵武裝去補足火力空白。測試途中傘兵部隊也挹注經費進行開發，因此設計又有所更改，於1938年7月製造出新樣槍。
新設計主要配合傘兵需求將原先直式進彈方式改為橫向進彈，在修改部分槍枝設計後於昭和15年（1940年）軍方正式採用。根據皇紀編年命名的原則，這款衝鋒槍命名為百式衝鋒槍。

## 設計定位
百式衝鋒槍外觀與設計與MP18衝鋒槍極為類似，木質槍托搭配反衝式槍機，並使用左側進彈及雙排彈匣，結構簡單，但無法進行半自動射擊；除了既有設計之外，百式衝鋒槍在製造上將槍管鍍鉻以降低磨損及幫助清理，某些槍上還安裝了防火帽以降低後座力；為了節省彈藥，在設計上加入了降低射速的零件，但除了基本設計以外這把槍枝卻發生了因為定位問題而出現的特殊設計。
雖然日軍投入經費進行衝鋒槍的開發，但是對於衝鋒槍的認知卻有別於其他國家。衝鋒槍的需求不是由步兵單位提出，而是騎兵單位；步兵單位的高層對於衝鋒槍子彈的超高消耗量十分反感，因为他們有一個落後但無法反駁的觀點：「如果可以一發子彈殺死敵人，又何必發射一堆子彈消耗資源」，因此十分反感这类武器，在這想法下衝鋒槍不可能列入單兵武裝考量，加上百式衝鋒槍的成本是當時陸軍步兵標準兵器三八式步槍的三倍，從思維到預算考量下步兵單位是不考慮使用衝鋒槍的。
至於提出需求的騎兵，他們的操作環境是在機械力或獸力機動的環境下使用，因此騎兵單位沒需要考慮衝鋒槍是否適合步兵，他們認為衝鋒槍就是可以讓單人運用的小型輕機槍：可以在遠處先進行單發精準射擊，近距離再以全自動射擊。為了這種定位，百式衝鋒槍安裝了腳架以及可以設計了可以瞄準到1,500公尺外的表尺（當然，衝鋒槍根本打不到這種距離）；除了腳架以外，日軍近距離接戰準則中必須使用刺刀進行白刃戰以節省彈藥，百式衝鋒槍就與同時期其他的日本步兵用機槍一樣安裝上刺刀座，成為独特的設計：一款有腳架（輕機槍功能）有刺刀（白刃戰用）給騎兵用的衝鋒槍。但是2000年的实弹射击证明了一些人的猜想：加装刺刀反而使得精度提高。。而且在刺刀座配置上，英国的斯特林、瑞士SIG MKMS、以色列乌兹、贝莱塔1938A型也都有过，而在两脚架上，58 PI和ZK-383也都有过。它的另一个主要用户是伞兵。

## 战术思想的影響
国际上设计冲锋枪的根本指导思想，是通过密集的火力给敌人以威慑，但日本陆军却对白刃战有着特别的执着，往往在战斗的最后阶段拚刺刀。所以，直到战争后期，才有一支日本海军陆战队部队装备了百式冲锋枪，还是实验性质的。实验得出的结论是日本不适合装备冲锋枪，这使得百式冲锋枪一直没有列为步兵标准武器。
日本工业生产力有限，无法大量的制造冲锋枪和弹药。和日军正好相反的是苏军，苏军二战时的冲锋枪产量最高，使用最广泛，前线的步兵几乎都放弃了步枪而改用冲锋枪。原因也很简单，苏军对德作战是靠兵員和武器数量优势，需要不间断的用新兵补充战场损失。所以苏军士兵接受的训练时间很短，不可能去花时间练习枪法。而且对新手而言，冲锋枪要比步枪好用多了，制造过程也不那么讲究，因此非常适合苏联的国情。

## 衍生型、作戰紀錄
傘兵用百式衝鋒槍
1943年配發，將初期型輕量化並安裝摺疊式槍托，在傘降時可以將槍托向右折疊減少體積並讓傘兵隨身攜帶
後期型百式衝鋒槍
百式衝鋒槍在1940年量產後，因使用者稀少所以產量不大（一般型1萬把左右,傘兵型7500把以上），1944年後由於戰況吃緊，日軍在南方島嶼的作戰經驗接受步槍以及舊教範的不足，因此日軍開始量產百式衝鋒槍裝備至步兵單位。
研發單位將槍托從護弓後部分離，直接加上絞鍊，並利用一簡單的扣鎖來保持一直線，折疊後的槍托放置於槍機右側與槍管平行。
1944年生產時接受了實戰經驗將衝鋒槍上不應該出現的東西（腳架.刺刀座）通通撤除，但槍口仍然保留安裝刺刀的功能；撤銷降低射速零件並加強槍機結構提高槍枝射速，表尺縮減到100公尺，生產流程中大量使用點焊以利加速生產，但因為用料不如初期型因此重量反而加重，還有著彈匣規格與前期型不相容因此無法使用既有彈匣的慘事。
雖然加速生產，但是同時期美軍主力湯普森衝鋒槍的產量已經超過150萬把，苏军主力PPSh-41衝鋒槍的產量更超過600萬把，百式衝鋒槍的產量僅大約3萬把，三國工業力差距由此可見。
百式衝鋒槍由於定位因素日軍一開始不打算大量配發，僅配發在特殊作戰兵科（海軍陸戰隊.傘兵部隊）以及騎兵將校的護衛隊中。第一次正式作戰是在太平洋戰爭初期對印尼巨港油田的傘兵突擊，但是此時傘兵用款式尚未正式配發，傘兵仍然無法在降落時攜帶衝鋒槍而是必須在降落後撿拾空投下來的武器箱，作戰中日軍傘兵來不及回收武器箱就以手上的手槍以及手榴彈直接對荷蘭部隊突襲，因此百式衝鋒槍的實質效益並不明顯，隨後傘兵部隊因為戰況陷入膠著而沒有投入作戰。
第二次比較明顯的作戰為沖繩戰役期間由傘兵部隊所進行的義號作戰，突擊隊大量裝備了百式衝鋒槍作為單兵標準武器，成功的癱瘓美軍機場3天運作，此战一直被当作日军特种作战的成功典范。

## 使用國
- 中華民國
- 中华人民共和国
- 印度尼西亞
- 大日本帝国
- －韓戰時使用。
- －在韓戰時使用。
- 泰國
- 越南民主共和国

## 流行文化

### 電子遊戲
- 2004年—《榮譽勳章：太平洋戰役》：命名為“Type 100”，日軍陣營武器。
- 2008年—《決勝時刻：戰爭世界》：命名為“Type 100”，戰役模式中大量地由日本皇軍士兵所使用，聯機模式中則可被所有陣營使用。
- 2009年—《戰地風雲1943》：命名為“Type 100”，日軍陣營步兵專用武器。
- 2010年—《戰地風雲：惡名昭彰2》：命名為“Type 100”。
- 2014年—《邪靈入侵》：命名為“機關槍”。任意難度通關後即可獲取，此槍械可執取彈藥卻異常稀有。
- 2017年—《決勝時刻：二戰》：命名為“Type 100”，聯機模式中作為解鎖武器登場，奇怪地會出現在歐洲戰場。
- 2018年—《戰地風雲5》：在“太平洋戰爭”章節添加的武器，命名為“Type 100”，能夠由醫護兵職階所使用。
- 2021年—《決勝時刻：先鋒》：命名為“Type 100”。
- 2021年—《蔚藍檔案》：久田伊樹菜的固有武器「伊樹菜流超級忍具」原型。
- 2021年—《應徵入伍》：日本科技樹上可解鎖（早期型和後期型）傘兵型則作為付費武器解鎖。